# Bahnhof Aachen-Rothe Erde
Der Bahnhof Aachen-Rothe Erde ist ein Bahnhof in Nordrhein-Westfalen an der Schnellfahrstrecke Köln–Aachen. Er befindet sich im östlichen Aachener Stadtteil Rothe Erde in Nachbarschaft zu den Aachener Stadtteilen Frankenberg, Forst und Ostviertel.

## Geschichte
Mit Eröffnung der Bahnstrecke Haaren–Aachen-Rothe Erde am 31. Dezember 1875 wurde auch der Bahnhof, der damals Rothe Erde hieß, von der Aachener Industriebahn eröffnet. Vor allem nach dem von Adolph Kirdorf forcierten Ausbau des Aachener Hütten-Aktien-Vereins Rothe Erde diente der Bahnhof anfänglich als Übergabebahnhof für die hier angeschlossenen Gleise der verschiedenen Industriebetriebe in Rothe Erde. Als zunächst ausschließlicher Güterbahnhof stellte er Verbindungen zu den Kohlegruben im benachbarten Belgien, zum Aachener Nordkreis und zu den Steinbrüchen in Stolberg her.
Am 15. September 1881 wurde, von Aachen aus, der Bau der Vennbahn begonnen. Mitte 1885 war die 17,3 km lange Teilstrecke nach Walheim fertig und wurde in Betrieb genommen. Ende 1885 führte die Strecke bis Weismes, 1887 bis Sankt Vith und im November 1889 war die gesamte Vennbahn fertig. Von nun an konnten Züge bis nach Luxemburg fahren und auch bis zu den dortigen ARBED-Stahlwerken. Zugleich wurde das neue Bahnbetriebswerk Aachen-Rothe Erde gebaut.
ARBED schloss 1913 einen Interessenvertrag mit dem Eschweiler Bergwerks-Verein zur Lieferung des für die Stahlproduktion erforderlichen Kokses.
Seit 1880 dient der Bahnhof auch dem Personenverkehr. Um eine kreuzungsfreie Durchfahrt des Bahnverkehrs über eine zunehmend wichtige Ausfallstraße, die heutige Trierer Straße, zu bewerkstelligen, wurden im Jahre 1892 die Bahntrassen etwa 100 Meter stadteinwärts verlegt. Man nutzte dabei den Geländeabfall in Richtung Zentrum aus, behielt aber durch Wallaufschüttungen das ursprüngliche Höhenprofil der Trassen bei. Die ursprüngliche Trasse verlief über ein Teilstück des heutigen Eisenbahnwegs bis zur Kreuzung mit der Trierer Straße und weiter über die heutige Clermontstraße und den Krautmühlenweg sowie über das heutige Gelände einer Kleingartenanlage. An der Brücke über die Erzbergerallee treffen alte und neue Trassenführung wieder zusammen.
Das Gebäude des Personenbahnhofs wurde neu errichtet und in den Bahndamm integriert. Dort befindet es sich bis heute (siehe Bilder unten). Direkt neben dem Bahnhofsgebäude baute man eine nur 12 Meter breite Brücke über die Trierer Straße. Die 1898 eröffnete zweigleisige Straßenbahnlinie nach Brand war deshalb unter dieser Brücke nur eingleisig. Später wurde die Brücke verbreitert.
Anfang des 20. Jahrhunderts wurde der Bahnhof in Aachen-Rothe Erde umbenannt. Das Bahnbetriebswerk wurde 1932 aufgelöst.
Im Zweiten Weltkrieg wurde der Bahnhof schwer beschädigt (siehe Nationalsozialismus und Zweiter Weltkrieg sowie Schlacht um Aachen (Oktober 1944)). Die Brücke über die Trierer Straße wurde von Pionieren der Wehrmacht gesprengt. Erst 1946 konnte die Verbindung Aachen – Köln wieder aufgenommen werden. Der Bahntransport von Stahl, Koks und Kalk wurde nach und nach eingestellt; der Bahnhof verlor als Güterumschlagplatz an Bedeutung. Lediglich die Verbindungen zum Bahnhof Aachen Nord mit der dort ansässigen Waggonfabrik Talbot und zu den Aachener Philips-Werken an der Vennbahn blieben in Betrieb. Der Bahnhof Rothe Erde wurde zunehmend im Personenverkehr auf der Bahnstrecke Aachen – Köln genutzt. Im Jahre 2004 wurden die Güterschuppen abgerissen und das alte und nun nicht mehr genutzte Bahngelände größtenteils für den Bau des Einkaufszentrums Aachen Arkaden eingeebnet.
Im Jahr 2013 begann der Bau einer neuen, geschlossenen Wagenwaschanlage auf dem Gelände des ehemaligen Güterbahnhofs. Sie ersetzt die alte, offene Anlage im Hauptbahnhof Aachen, um auch im Winter Züge waschen zu können. Man wählte aus Platzgründen den Standort in Rothe Erde, der auch verstärkt als Abstellanlage genutzt werden soll, während im Bahnbetriebswerk Aachen Hbf hauptsächlich technische Wartungsarbeiten durchgeführt werden sollen.
Die von 2009 bis 2013 geplante Campusbahn sollte auch am Bahnhof Aachen-Rothe Erde halten. Bei einem Bürgerentscheid am 10. März 2013 lehnten zwei Drittel der Abstimmenden die Campusbahn ab; sie wurde nicht gebaut.

Bahnhof Aachen-Rothe Erde
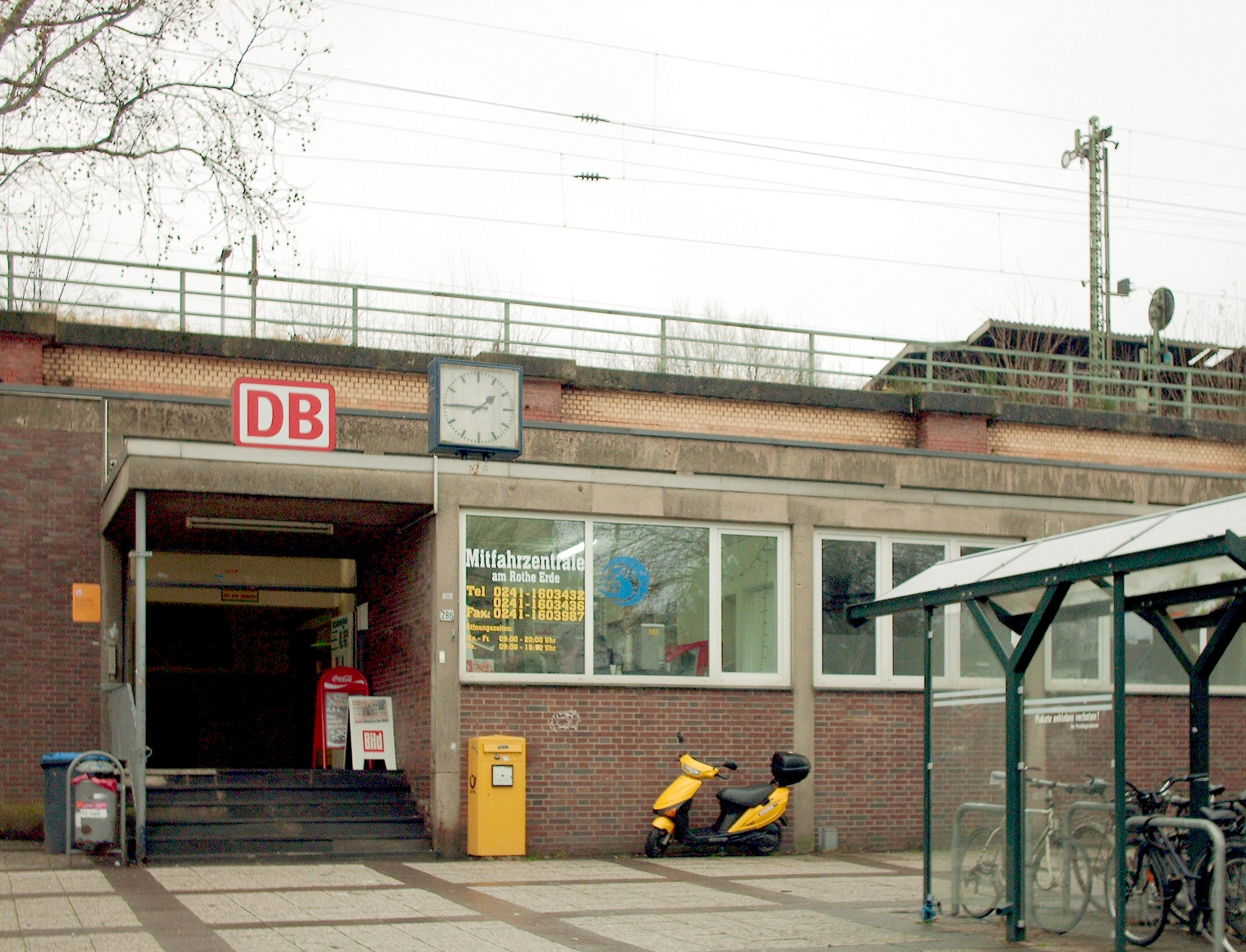
Eingang an der Beverstraße vor der Renovierung
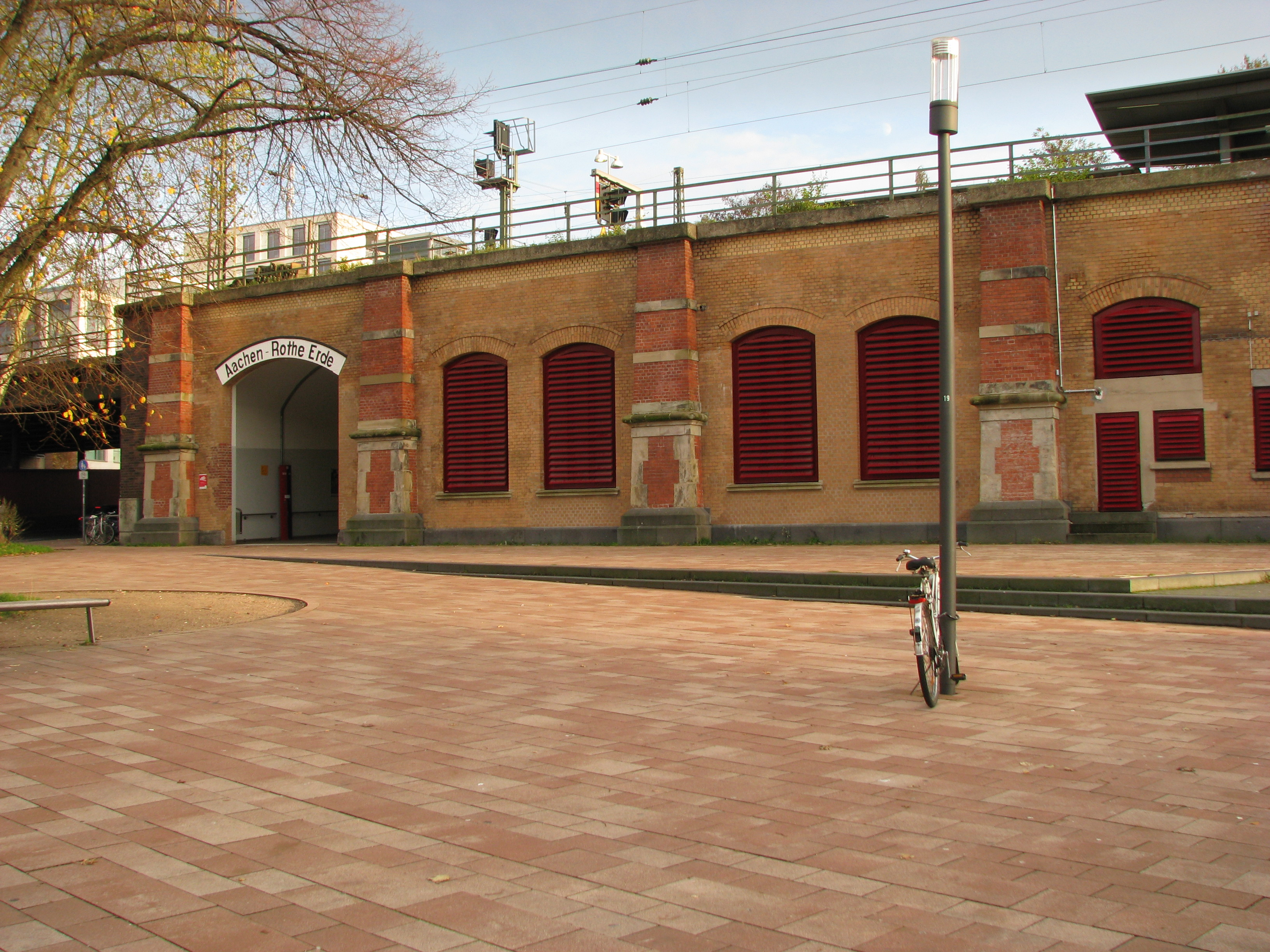
Bahnhofsvorplatz und Fassade nach der Renovierung
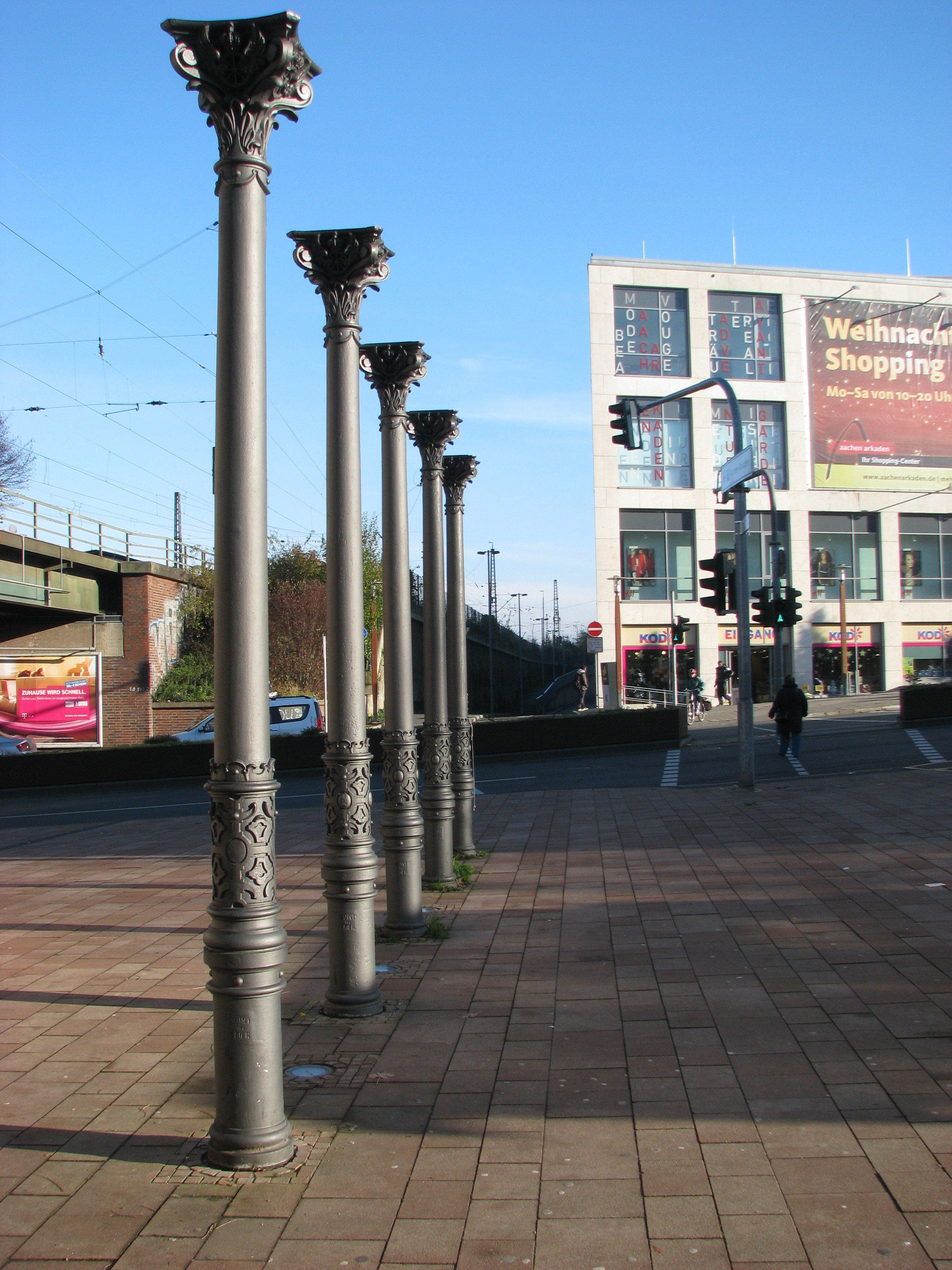
gusseiserne Säulen des alten Bahnsteigdachs
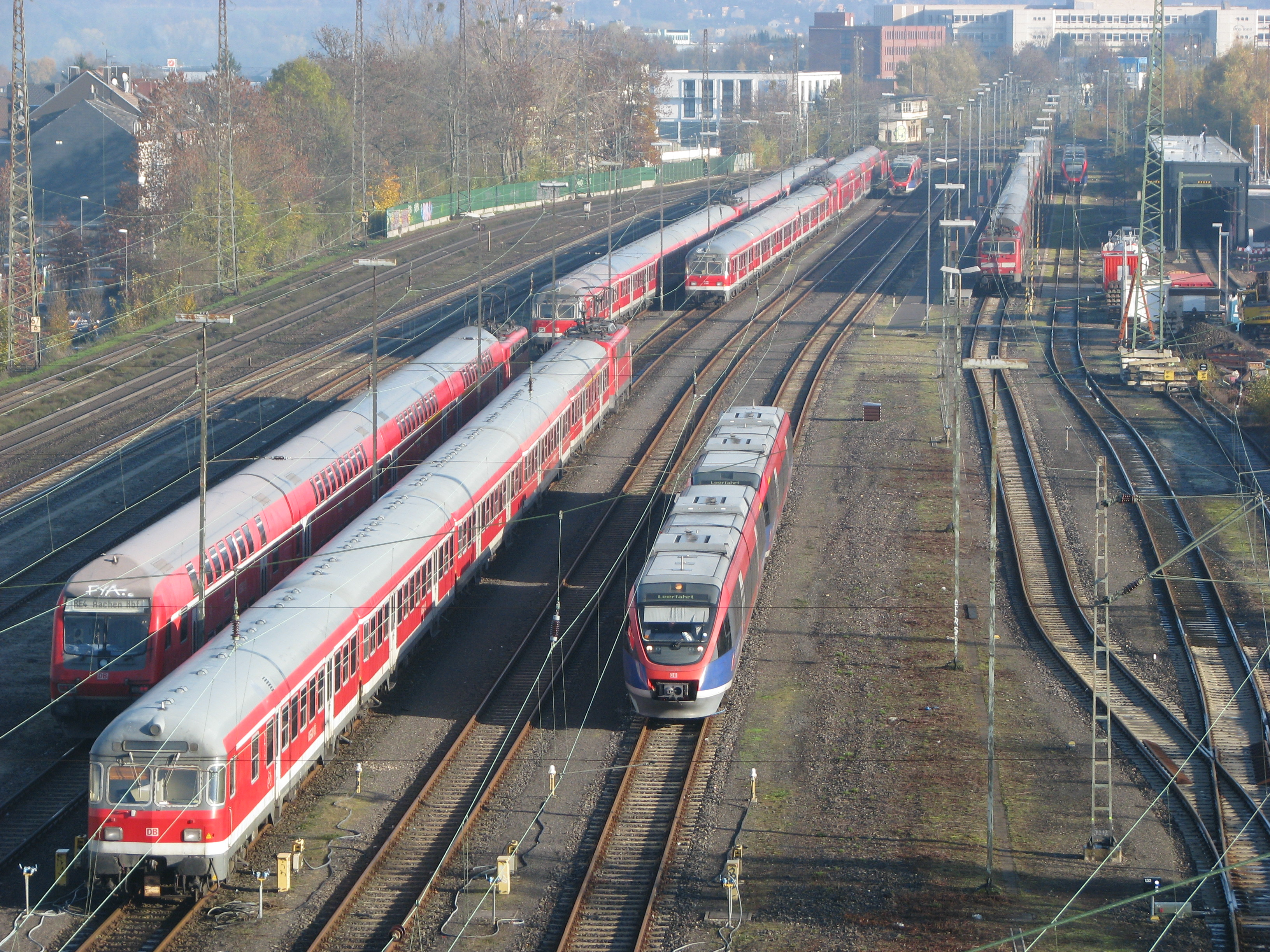
Abstellgleise mit neuer Halle für Waschanlage rechts
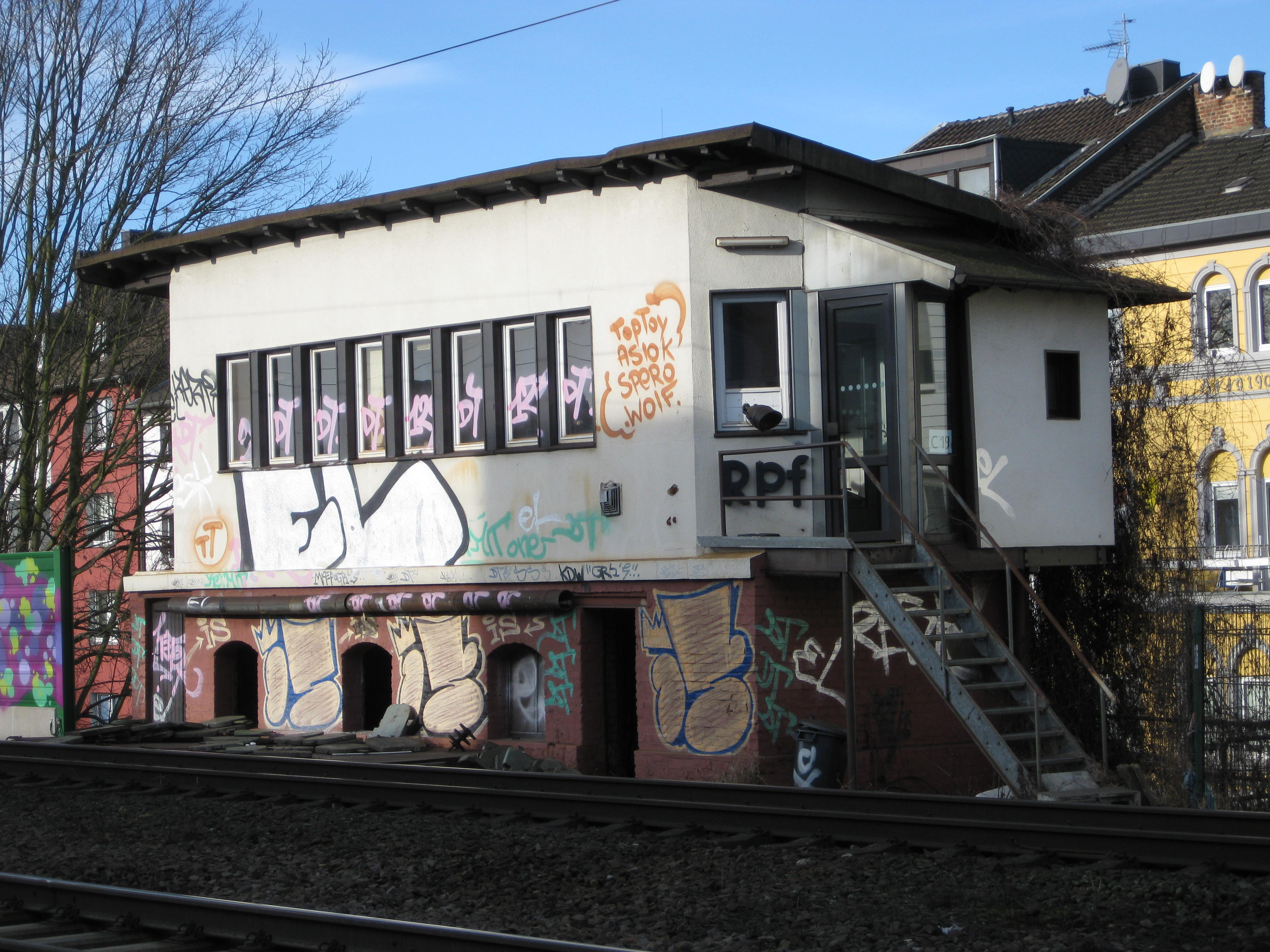
Ehemaliges mechanisches Stellwerk Rpf

## Heutige Nutzung
Im Jahr 2007 wurde der komplette Bahnhof im Zuge der Inbetriebnahme des ESTW Aachen umgebaut. Dabei wurde der alte Güter- und Abstellbahnhof stark zurückgebaut. Bis zum Umbau hatte der Bahnhof noch zwei mechanische Stellwerke, je eines für den Personen- und den Güterbahnhof, von denen aus die Formsignale und Weichen gestellt wurden. Ein weiteres Stellwerk mit der Bezeichnung Rr wurde bereits 2004 in Vorbereitung des Baus der Aachen Arkaden abgerissen. Mittlerweile ist der Bahnhof, wie bei ESTW vorgegeben, mit Ks-Signalen ausgerüstet und wird von der Betriebszentrale Duisburg ferngesteuert. Der Mittelbahnsteig wurde komplett neu gebaut. Der neue Bahnsteig hat eine Höhe von 76 cm über Schienenoberkante. Der Bahnhof erhielt außerdem einen zweiten Zugang von der östlichen Seite und einen Aufzug für den barrierefreien Zugang zum Bahnsteig. Der nächste Taxistand ist in unmittelbarer Nähe des westlichen Ausgangs an der Beverstraße. Dort befindet sich auch ein Parkplatz mit einer Station von Cambio CarSharing. Im Oktober 2013 konnte die Renovierung der westlichen Fassade abgeschlossen werden. Die rot gefassten Lamellenfenster, hinter denen sich die derzeit ungenutzten Räumlichkeiten des Bahnhofs verbergen, erstrahlen nun von innen in dezentem Licht.

### Aachen Arkaden
Im Zeitraum von Januar 2007 bis zur Eröffnung am 9. Oktober 2008 entstanden auf einem großen Teil des ehemaligen Geländes des früheren Güterbahnhofs die Aachen Arkaden, ein Büro- und Einkaufszentrum mit 16.000 m² Verkaufsfläche. Eigentümerin ist Lianeo Real Estate. Es wurde im Stil einer funktionalen Zeitgenössischen Architektur des Minimalismus mit Lichthöfen inklusive transparentem Foliendach errichtet. Von den traditionellen Arkaden sind sechs Turmstelzen und die Geschäfte evident. Zu dem Innenraumkonzept Look and Feel gehören naturbelassene Materialien, Ruhezonen und ein luftreinigendes Bürobaumgewächs in der Arkaden-Rotunde, das bis in die erste Etage hineinreicht und mit einigen kleineren Gewächsen eine natürliche Klimaanlage darstellt. Neben dem viergeschossigen Bau integriert das Einkaufszentrum den sechsgeschossigen Turmkomplex. Die Intention dieses Turms ist eine städtebauliche Dominante als Entrée zur Innenstadt und zum Ostviertel. Der Vorplatz sorgt für den Einbezug in das Umfeld. Der Gesamteindruck ist eine Reminiszenz an das neoklassizistische Haus Grenzwacht, das in den Jahren 1924 bis 1930 am Bahnhof erbaut wurde. Seit November 2009 befindet sich in den Aachen Arkaden unter anderen auch das Gesundheitsamt, seit 2022 ebenfalls das Ausländeramt der Städteregion Aachen.
Derzeit steht ein Großteil der Ladenfläche ungenutzt leer.

Aachen Arkaden
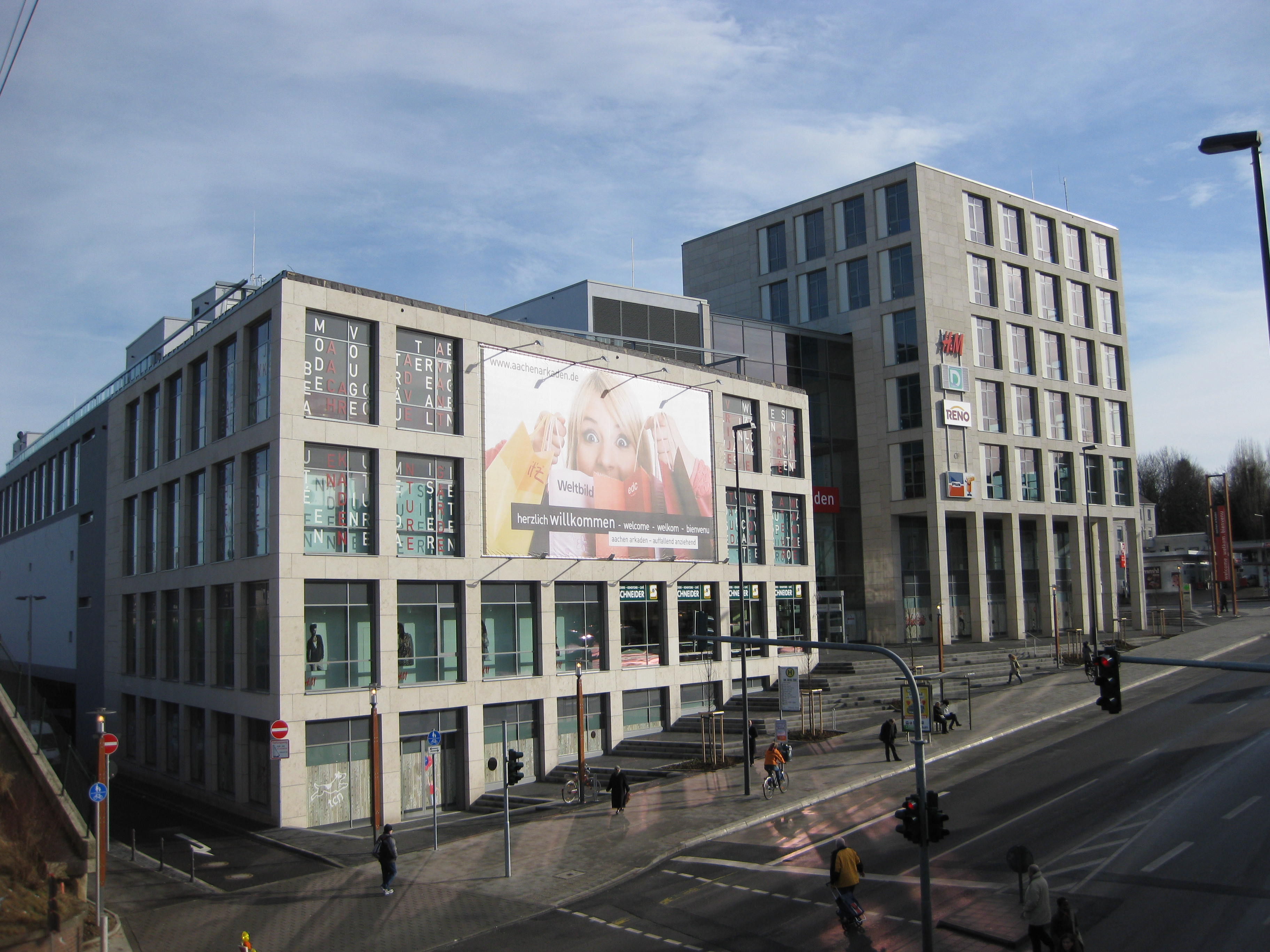
Aachen Arkaden auf dem früheren Gelände des Güterbahnhofs
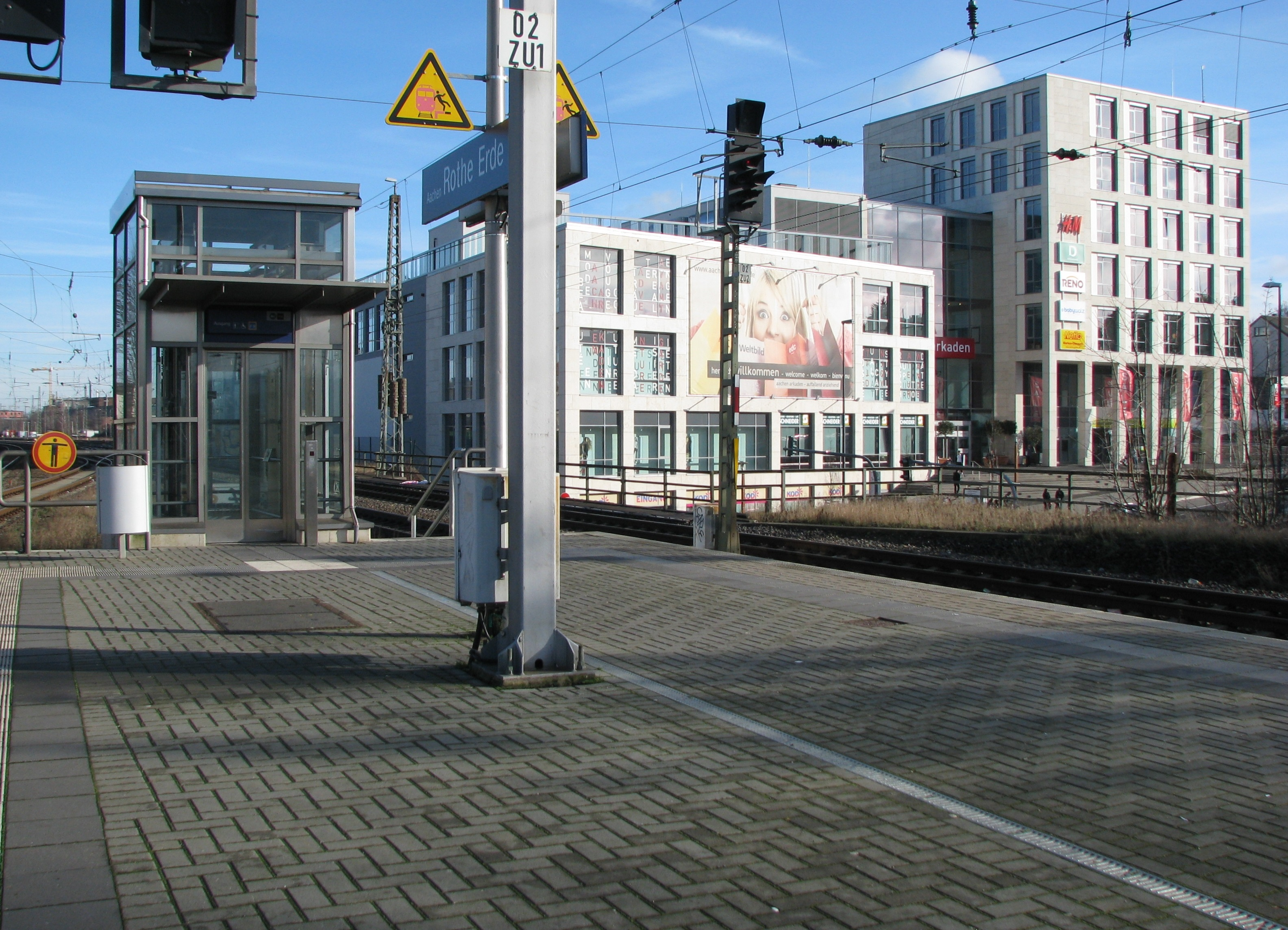
Blick vom Bahnsteig auf die Aachen Arkaden
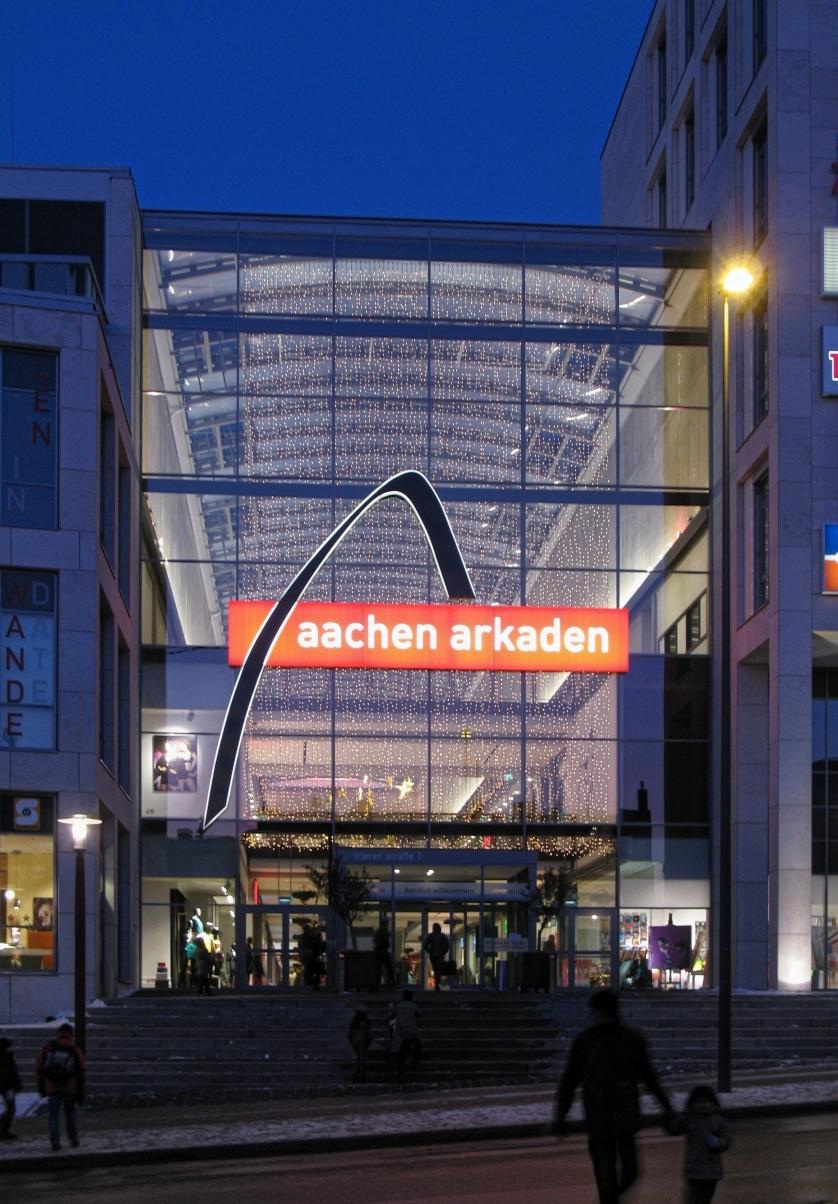
Am Abend

## Verkehr

### Bahnlinien
Derzeit halten in Aachen-Rothe Erde der NRW-Express, Rhein-Sieg-Express und die Euregiobahn. Außerdem wird der Bahnhof nachts von der S-Bahn Köln Linie S19 bedient, die bis Aachen beziehungsweise Troisdorf fährt. Des Weiteren wird ein Teil des alten Güterbahnhofs heute noch als Abstellbahnhof für Wagenmaterial und die Triebwagen der Euregiobahn genutzt, die dort an einer Dieseltankstelle auch aufgetankt werden können.
| Linie      | Linienverlauf | Takt                                                                         |
| ---------- | --- | ---------------------------------------------------------------------------- |
| RE 1 (RRX) | NRW-Express: Aachen Hbf – Aachen-Rothe Erde – Eilendorf (ein Zugpaar) –Stolberg (Rheinl) Hbf – Eschweiler Hbf – Langerwehe – Düren – Horrem – Köln-Ehrenfeld – Köln Hbf – Köln Messe/Deutz – Köln-Mülheim – Leverkusen Mitte – Düsseldorf-Benrath – Düsseldorf Hbf – Düsseldorf Flughafen – Duisburg Hbf – Mülheim (Ruhr) Hbf – Essen Hbf – Wattenscheid – Bochum Hbf – Dortmund Hbf – Dortmund-Scharnhorst (nicht stündlich, im Wechsel mit Nordbögge) – Dortmund-Kurl – Kamen-Methler – Kamen – Bönen-Nordbögge (nicht stündlich, im Wechsel mit Dortmund-Scharnhorst) – Hamm (Westf) Hbf Stand: Fahrplanwechsel Dezember 2023 | 60 min                                                                       |
| RE 9       | Rhein-Sieg-Express: Aachen Hbf – Aachen-Rothe Erde – Stolberg (Rheinl) Hbf – Eschweiler Hbf – Langerwehe – Düren – Horrem – Köln-Ehrenfeld – Köln Hbf – Köln Messe/Deutz – Porz (Rhein) – Troisdorf – Siegburg/Bonn – Hennef (Sieg) – Eitorf – Herchen – (Dattenfeld –)* Schladern (Sieg) – (Rosbach (Windeck) –)* Au (Sieg) – (Etzbach –)* Wissen (Sieg) – (Niederhövels – Scheuerfeld (Sieg) –)* Betzdorf (Sieg) – Kirchen – Brachbach (– Niederschelden – Eiserfeld (Sieg))* – Siegen Hbf * Halt einzelner Züge im Nacht- und Berufsverkehr Stand: Fahrplanwechsel Dezember 2023 | 60 min                                                                       |
| RB 20      | Euregiobahn: Stolberg (Rheinl) Hbf – Eschweiler-St. Jöris – Alsdorf-Poststraße – Alsdorf-Mariadorf – Alsdorf-Kellersberg – Alsdorf-Annapark – Alsdorf-Busch – Herzogenrath August-Schmidt-Platz – Herzogenrath-Alt-Merkstein – Herzogenrath – Kohlscheid – Aachen West – Aachen Schanz – Aachen Hbf – Aachen-Rothe Erde – Eilendorf – Stolberg (Rheinl) Hbf hier Flügelung; Zugteil 1: – Eschweiler-West – Eschweiler Talbahnhof/Raiffeisenplatz – Eschweiler-Nothberg – Eschweiler-Weisweiler – Langerwehe – Düren; Zugteil 2: – Stolberg (Rheinl) Hbf (Gleis 27) – Stolberg-Schneidmühle – Stolberg Mühlener Bahnhof – Stolberg-Rathaus – Stolberg-Altstadt (aufgrund von Hochwasserschäden fahren die Züge nur bis Stolberg Rathaus. Schienenersatzverkehr findet weiterhin zwischen Stolberg Hbf und Eschweiler Talbahnhof statt) Stand: 30. April 2023 | 60 min (Stolberg Hbf–St. Jöris–AL-Annapark) 30 min 60 min (Langerwehe–Düren) |
| S 19       | Aachen Hbf – Aachen-Rothe Erde – Stolberg (Rheinl) Hbf – Eschweiler Hbf – Langerwehe – Düren – Merzenich – Buir – Sindorf – Horrem – Frechen-Königsdorf – Köln-Weiden West – Köln-Lövenich – Köln-Müngersdorf Technologiepark – Köln-Ehrenfeld – Köln Hansaring – Köln Hbf – Köln Messe/Deutz – Köln Trimbornstraße – Köln Frankfurter Straße – Köln/Bonn Flughafen – Porz-Wahn – Spich – Troisdorf – Siegburg/Bonn – Hennef (Sieg) Stand: Fahrplanwechsel Dezember 2023 | zwei Züge im Nachtverkehr                                                    |

### Buslinien
Folgende Buslinien der ASEAG verkehren am Bahnhof Aachen-Rothe Erde:
| Linie | Linienverlauf |
| ----- | --- |
| 5     | Uniklinik – Westfriedhof – Schanz – Elisenbrunnen – Aachen Bushof – Kaiserplatz – Josefskirche – Bf Rothe Erde – Forst – Driescher Hof – Brand Schulzentrum – Brand |
| 7     | Verlautenheide – Eilendorf Bf – Bf Rothe Erde – Frankenberger Viertel – Theater – Elisenbrunnen – Aachen Bushof – Ponttor – Laurensberg – Richterich Schönau |
| 15    | Elisenbrunnen – Aachen Bushof – Kaiserplatz – Josefskirche – Bf Rothe Erde – Forst – Brand – Krauthausen – Dorff – Breinig (– Breinigerberg – Vicht – Fleuth – Mausbach – Diepenlinchen) |
| 16    | Aachen Bushof – Bf Rothe Erde – Tierpark – Forster Linde – Lintert – Hitfeld – Oberforstbach – Schleckheim – (Pascalstr. –) Nütheim – Walheim – Schmithof – Sief (– Lichtenbusch) |
| 25    | Vaals (NL) – Vaalserquartier (D) – Westfriedhof – Schanz – Elisenbrunnen – Aachen Bushof – Kaiserplatz – Bf Rothe Erde – Forst – Brand – Freund – Büsbach – Stolberg Altstadt – Stolberg Mühlener Bf (– Atsch Dreieck) |
| 27    | Brand – Gewerbegebiet Eilendorf Süd – Forst – Bf Rothe Erde – Frankenberger Viertel – Normaluhr – Theater – Elisenbrunnen – Aachen Bushof – Ponttor – Laurensberg – Niersteiner Höfe – Vetschau – Bank |
| 35    | Vaals Grenze – Vaalserquartier – Westfriedhof – Schanz – Elisenbrunnen – Aachen Bushof – Kaiserplatz – Bf Rothe Erde – Forst – Brand – Kornelimünster – Walheim – Hahn – Breinig |
| 37    | Brand – Gewerbegebiet Eilendorf Süd – Forst – Bf Rothe Erde – Frankenberger Viertel – Normaluhr – Theater – Elisenbrunnen – Aachen Bushof – Ponttor – Laurensberg – Orsbach – Lemiers |
| 45    | Uniklinik – Kullen – Westfriedhof – Schanz – Elisenbrunnen – Aachen Bushof – Kaiserplatz – Bf Rothe Erde – Forst – Driescher Hof – Brand Schulzentrum (– Brand) |
| 46    | Aachen Bushof – Bf Rothe Erde – Tierpark – Forster Linde – Lintert – Hitfeld – Oberforstbach – Schleckheim – Nütheim – Walheim – Hahn – Venwegen Abzweigung – Breinig Entengasse –Mulartshütte – Rott – Dreilägerbachtalsperre – Roetgen Post |
| 55    | Vaals Grenze – Vaalserquartier – Westfriedhof – Schanz – Elisenbrunnen – Aachen Bushof – Kaiserplatz – Bf Rothe Erde – Forst – Brand – Kornelimünster – Schleckheim – Oberforstbach / Oberforstbach Gewerbegebiet – Lichtenbusch |
| 65    | Elisenbrunnen – Aachen Bushof – Kaiserplatz – Bf Rothe Erde – Forst – Brand – Kornelimünster – Schleckheim – Oberforstbach Gewerbegebiet – Lichtenbusch |
| 66    | Während der Sperrung der B258 in Konzen wird Konzen nur vom Schülerverkehr und vom NetLiner bedient. Aachen Bushof – Kaiserplatz – Josefskirche – Bf Rothe Erde – Forst – Brand – Kornelimünster – Walheim – Friesenrath – Roetgen –Konzen Bf. – Breitestr. – Am Gericht – Imgenbroich – Monschau |
| SB66  | Während der Sperrung der B258 in Konzen wird Konzen nur vom Schülerverkehr und vom NetLiner bedient. Schnellbus: Aachen Bushof – Kaiserplatz – Scheibenstraße – Bf Rothe Erde – Brand – Kornelimünster – Walheim – Friesenrath – Roetgen – Konzen Bf. – Breitestr. – Am Gericht – Imgenbroich – Monschau |
| 70    | Vaals Grenze – Vaalserquartier – Uniklinik – Laurensberg – Richterich – Berensberg – Eulershof – Talbot – Europaplatz – Bf Rothe Erde |
| 73    | Uniklinik – Campus Melaten – Hörn – Westbahnhof – Ponttor – Aachen Bushof – Kaiserplatz – Josefskirche – Bf Rothe Erde – Mataréstraße (← Brand ← Freund / Niederforstbach) |
| X25   | Expressbus: Aachen Bushof – Kaiserplatz – Bf Rothe Erde – Brand – Freund – Büsbach – Stolberg Altstadt – Stolberg Mühlener Bf |
| X35   | Expressbus: Elisenbrunnen – Aachen Bushof – Kaiserplatz – Bf Rothe Erde – Brand – Kornelimünster – Walheim – Hahn |
| X73   | Expressbus: Uniklinik – Campus Melaten – Süsterau – Westbahnhof – Ponttor – Aachen Bushof – Kaiserplatz – Bf Rothe Erde – Brand (← Freund) – Niederforstbach |
| N1    | Nachtexpress: nur in den Nächten vor Samstagen sowie Sonn- und Feiertagen Elisenbrunnen → Aachen Bushof → Kaiserplatz → Josefskirche → Bf Rothe Erde → Forst → Brand → Kornelimünster → Walheim → Schleckheim → Oberforstbach → Burtscheid → Marienhospital → Theater → Elisenbrunnen |
| N5    | Nachtexpress: nur in den Nächten vor Samstagen sowie Sonn- und Feiertagen Aachen Bushof → Elisenbrunnen → Misereor → Aachen Hbf → Marienhospital → Burtscheid → Lichtenbusch → Oberforstbach → Schleckheim → Kornelimünster → Niederforstbach → Brand → Forst → Bf Rothe Erde → Frankenberger Viertel → Aachen Hbf → Misereor → Elisenbrunnen |
| N60   | Während der Sperrung der B258 kann der Nachtexpress in Konzen nur die Haltestellen Konzen Bf. und Breitestr. bedienen. Aus Zeitgründen kann Imgenbroich nicht bedienen. Nachtexpress: nur in den Nächten vor Samstagen sowie Sonn- und Feiertagen Aachen Hauptbahnhof → Elisenbrunnen → Aachen Bushof → Kaiserplatz → Josefskirche → Bf Rothe Erde → Forst → Brand → Kornelimünster → Walheim → Hahn → Rott → Roetgen → Lammersdorf → Rollesbroich → Witzerath → Simmerath → Strauch Am Roßbach → Kesternich → Am Gericht → Konzen Breitestr. → Konzen Bf. → Roetgen → Friesenrath → Walheim |